# PAX
PAX, początkowo Penny Arcade Expo – targi gier odbywające się corocznie od 2004 roku w Seattle, od 2010 roku w Bostonie, (odpowiednio zachód i wschód Stanów Zjednoczonych), a od 2013 roku także poza Ameryką Północną, w Australii. Pierwsze targi PAX zostały zorganizowane z inicjatywy Jerry’ego Holkinsa i Mike’a Krahulika, autorów komiksu internetowego Penny Arcade.